# قناة الأطلس
قناة الأطلس, هي قناة جزائرية مستقلة، انطلق بثها التجريبي على الساتل في 15 مايو 2013.
توقفت عن البث منذ 15 ديسمبر 2013 توقف البث مردّه توجه القناة إلى الموضوعاتية بحكم قانون الإعلام السمعي البصري الجزائري الجديد. وحتى لا تتحمل القناة التكاليف أكثر، علقت البث إلى شهر فبراير 2014 

## أهداف القناة
خلال انطلاقتها الأولى كانت القناة عامة من خلال تنوع برامجها، بينما تم تعليق بثها أشهر قليلة من انطلاقها لتعاود بثها خلال شهر يناير 2014، لكن في شكل قناة موضوعاتية وليست عامة مع بقاء القناة بنفس الاسم وتكون ثقافية ومنوعة، تهتم بالمنوعات والأخبار الخفيفة والثقافية.

## مقر القناة
كانت قناة الأطلس الجزائرية تعرض برامحها من بلدية بئر خادم في ولاية الجزائر. وكانت تمتلك القناة عدد من الاستوديوهات في منطقة بابا علي في بلدية السحاولة

## ترددات القناة
- 2013 بثت القناة على مدار نايلسات على التردد 12360 عمودي 27500.

و كذلك على القمر هوتبيرد التردد 11623 عمودي 27500
- منذ يناير 2014 عادت القناة لتبث على التردد بحلة جديدة على التردد التالي: 11257 أفقي 27500.[1][3]
- قطع بث القناة في 14 مارس 2014 على خلفية البرامج التي تبثها المتعلقة بالحملة الإنتخابية الجزائرية ل2014 [4]

## غلق القناة
تطورات غلق القناة ومنعها من البث

### تغطية القناة للاحتجاجات في العاصمة الجزائرية
قامت قناة «الأطلس» بتغطية الاحتجاجات الشعبية الرافضة للعهدة الرابعة لبوتفليقة كما قامت بتخصيص برنامج «الموعد» للحديث يوميا عن قضايا الفساد داخل السلطة ذلك من خلال استضافة عدد من رؤساء الأحزاب المعارضة والشخصيات السياسية المعتزلة.

### تفتيش الأمن لمقر القناة
اقتحمت عناصر الأمن الجزائري مقر قناة «الأطلس» عشية 11 مارس 2014 في حدود الساعة العاشرة مساء، وقامت بحجز ومصادرة الكاميرات ووسائل تسجيل الصوت وذلك تنفيذا لأوامر وكيل الجمهورية الذي أصدر وثيقة من محكمة سيدي أمحمد في الجزائر العاصمة مضمونها التفتيش وحجز كل ما له علاقة بالتحريض.
وحاصرت قوات الأمن مقر القناة لما يقارب العشر ساعات، وطلبت من الصحافيين والعاملين فيها البقاء بداخلها، كما قامت بحجز عدد كبير من المعدات التقنية إضافة إلى سحب رخصة البث من القناة.
وقال مدير القناة، لـ«العربية.نت» إن الصحافيين تفاجئوا بعناصر الأمن وهي تدخل المقر، دون إشعار مسبق، وهو ما خلق حالة من الذعر وسط الصحافيين والعاملين، مشيرا إلى أن عناصر الأمن فتّشوا المقر، واعتبر ما قامت به السلطات اتجاه القناة هو استفزاز واضح لحرية الإعلام والحق في التعبير، ومحاولة للتضييق على القنوات ووسائل الإعلام التي تقدم مساحة للرأي والرأي الآخر.
في اليوم التالي الموافق ل 12 مارس 2014 في حدود الساعة التاسعة والنصف صباحا تم وقف بث قناة «الأطلس» حيت اتصلت جهات نظامية بإدارة القمر الصناعي نايل سات وأوقفت لها البث.

### ردود الفعل اتجاه الإجراء القمعي الذي تعرضت له القناة
بعد توقيف بث القناة قام الصحفيون العاملون بها بإجراء ندوة صحفية حضرتها قناة الخبر "KBC" وجريدة "LIBERTE" بالإضافة إلي العديد من وسائل الإعلام المحلية منها والأجنبية وذلك للتنديد بقرار السلطة وقف بث القناة دون أي سبب مباشر
كما انتقدت وسائل الإعلام الغربية وقف القناة وأكدت أن هدا الإجراء القمعي هو خير دليل على أن السلطة الجزائرية تخاف من الدخول في مواجهة مباشرة مع الإعلام وترفض كليا وجود قنوات معارضة، وتعمل بكل الأشكال على محاربة حرية التعبير.
من اليمين صور للوقفة الاحتجاجية السلمية للعاملين بالقناة أمام مقرها في بئر خادم، وذلك تنديدا بقرار وقف البث
من اليسار حفناوي غول رئيس تحرير قناة «الأطلس» يروي تفاصيل مداهمة قوات الأمن لمقر القناة.

### الأسباب الحقيقية وراء توقف بت قناة الأطلس
تبنت القناة خطّاً سياسيا معارضا للسلطة، ويرجح أن يكون دعمها لحركة «بركات» التي تقود مظاهرات في العاصمة احتجاجاً على ترشح الرئيس عبد العزيز بوتفليقة لولاية رئاسية رابعة في انتخابات أبريل 2014، ودعمها للمرشح للانتخابات رئيس الحكومة الأسبق المرشح علي بن فليس، سبب المتاعب التي تواجهها القناة.
لكن مصادر أخرى ترجح أن تكون خلافات سابقة بين المساهمين في القناة طرحت في المحاكم، السبب وراء حجز كاميرات القناة.
بعد توقيف بت القناة قام الصحفيون العاملون بها بإجراء ندوة صحفية حضرتها قناة الخبر وجريدة "LIBERTE" بالإضافة إلى العديد من وسائل الإعلام المحلية منها والأجنبية وذلك للتنديد بقرار السلطة وقف بث القناة دون أي سبب مباشر.

## البرامج
- حمائم الأحلام
- لقاء الجماهير
- قصص من العالم
- FOOTBAL
- حديث ومغزل
- الأخضر الدائم
- الموعد